# Álvaro González Soberón
Álvaro González Soberón, meglio noto come Álvaro (Potes, 8 gennaio 1990), è un calciatore spagnolo, difensore del Tenerife.

## Carriera

### Club

#### Racing Santander
Cresciuto calcisticamente nel Racing Santander, viene inizialmente aggregato alla squadra delle riserve, dove totalizzerà 48 presenze in campionato. Nel 2010 viene ufficialmente promosso in prima squadra, con cui debutterà il 1º maggio 2011, in una gara contro il Maiorca. Alla fine della stagione 2010-2011 firma il suo primo contratto professionistico, di durata quadriennale. González rimarrà il titolare fisso fino alla fine della stagione 2011-2012, dove verrà anche decretata la retrocessione del club.

#### Real Saragozza ed Espanyol
L'8 luglio 2012 passa a titolo definitivo al Real Saragozza, lasciando così il Racing Santander dopo una militanza lunga nove anni.
Il 28 luglio 2014 si trasferisce ufficialmente dal Real Saragozza all'Espanyol per circa un milione di euro. Dopo la pre-stagione 2016-2017 fu nominato persino capitano.

#### Villarreal
Il 31 agosto 2016 passa ufficialmente a titolo definitivo al Villarreal per 4 milioni di euro. Álvaro ha fatto il suo debutto con il club il 15 settembre 2016, vincendo 2-1 in casa contro lo Zurigo nella fase a gironi della UEFA Europa League. La sua prima presenza in campionato è arrivata esattamente dieci giorni dopo, nella gara persa per 3-1 contro l'Osasuna dove ha giocato per tutti i 90 minuti, concedendo anche un calcio di rigore agli avversari.

#### Olympique Marsiglia
Il 19 luglio 2019 viene ufficializzato il suo passaggio in prestito annuale all'Olympique Marsiglia. Il 30 giugno 2020 viene riscattato dal club francese per 4 milioni di euro. Durante una gara giocata contro i rivali del Paris Saint-Germain il 13 settembre 2020, il giocatore è stato coinvolto in una rissa di massa che ha comportato l'espulsione di cinque giocatori. In seguito all'incidente, Neymar ha affermato che la rissa sarebbe nata a seguito di commenti razzisti proprio da parte del difensore spagnolo. Álvaro ha segnato il suo primo gol nella Ligue 1 il 17 febbraio 2021, aprendo le marcature nella vittoria casalinga per 3-2 contro il Nizza. Nel marzo dell'anno successivo, dopo esser stato messo fuori dai piani della rosa dal nuovo allenatore Jorge Sampaoli, ha approfittato di una pausa nazionale per poter tornare in patria, non presentandosi a varie sedute d'allenamento. Il 1º agosto 2022 rescinde il proprio contratto con il club.

#### Esperienze saudite
Il 29 agosto 2022, approda in Arabia Saudita accasandosi all'Al-Nassr. Ha debuttato ufficialmente nella Saudi Professional League il 3 settembre 2022 in una gara persa per 1-0 in casa dell'Al-Taawoun. Ha messo a segno la sua unica rete per il club saudita l'8 maggio 2023, segnando la rete dell'1-1 contro l'Al-Khaleej. Termina la sua esperienza con il club gialloblù totalizzando 22 presenze in campionato.
Il 20 luglio 2023, lo spagnolo ha firmato un contratto per l'Al-Qadisiya, club militante nella Saudi First Division, arrivando a parametro zero. Il 15 agosto seguente debutta con i sauditi in una gara contro l'Al-Adalah, terminata con una vittoria in favore dei padroni di casa.

### Nazionale
Il 12 giugno 2013 gioca la sua unica partita con la Nazionale Under-21 spagnola, durante la terza partita della fase a gironi del Campionato europeo di calcio Under-21, vinto proprio dalla selezione spagnola.

## Controversie
Il 13 settembre 2020 è stato colpito con una mano sulla testa da Neymar durante una rissa in campo, in occasione della sfida vinta per 0-1 contro il Paris Saint-Germain; Neymar lo ha accusato di razzismo.

## Statistiche

### Presenze e reti nei club
Statistiche aggiornate al 30 giugno 2020.
| Stagione              | Squadra               | Campionato            | Campionato | Campionato | Coppe nazionali | Coppe nazionali | Coppe nazionali | Coppe continentali | Coppe continentali | Coppe continentali | Altre coppe | Altre coppe | Altre coppe | Totale | Totale |
| Stagione              | Squadra               | Comp                  | Pres       | Reti       | Comp            | Pres            | Reti            | Comp               | Pres               | Reti               | Comp        | Pres        | Reti        | Pres   | Reti   |
| --------------------- | --------------------- | --------------------- | ---------- | ---------- | --------------- | --------------- | --------------- | ------------------ | ------------------ | ------------------ | ----------- | ----------- | ----------- | ------ | ------ |
| 2009-2010             | Real Santander B      | SDB                   | 23         | 0          | -               | -               | -               | -                  | -                  | -                  | -           | -           | -           | 23     | 0      |
| 2010-2011             | Real Santander        | PD                    | 3          | 0          | CR              | -               | -               | -                  | -                  | -                  | -           | -           | -           | 3      | 0      |
| 2011-2012             | Real Santander        | PD                    | 34         | 1          | CR              | 1               | 0               | -                  | -                  | -                  | -           | -           | -           | 35     | 1      |
| Totale Real Santander | Totale Real Santander | Totale Real Santander | 37         | 1          |                 | 1               | 0               |                    | -                  | -                  |             | -           | -           | 38     | 1      |
| 2012-2013             | Real Zaragoza         | PD                    | 33         | 1          | CR              | 4               | 0               | -                  | -                  | -                  | -           | -           | -           | 37     | 1      |
| 2013-2014             | Real Zaragoza         | SD                    | 39         | 1          | CR              | 1               | 0               | -                  | -                  | -                  | -           | -           | -           | 40     | 1      |
| Totale Real Zaragoza  | Totale Real Zaragoza  | Totale Real Zaragoza  | 72         | 2          |                 | 5               | 0               |                    | -                  | -                  |             | -           | -           | 77     | 2      |
| 2014-2015             | Espanyol              | PD                    | 36         | 1          | CR              | 6               | 0               | -                  | -                  | -                  | -           | -           | -           | 42     | 1      |
| 2015-2016             | Espanyol              | PD                    | 36         | 0          | CR              | 2               | 0               | -                  | -                  | -                  | -           | -           | -           | 38     | 0      |
| ago. 2016             | Espanyol              | PD                    | 2          | 0          | CR              | -               | -               | -                  | -                  | -                  | -           | -           | -           | 2      | 0      |
| Totale Espanyol       | Totale Espanyol       | Totale Espanyol       | 74         | 1          |                 | 8               | 0               |                    | -                  | -                  |             | -           | -           | 82     | 1      |
| 2016-2017             | Villarreal            | PD                    | 23         | 1          | CR              | 4               | 0               | UEL                | 5                  | 0                  | -           | -           | -           | 32     | 1      |
| 2017-2018             | Villarreal            | PD                    | 33         | 0          | CR              | 2               | 0               | UEL                | 3                  | 0                  | -           | -           | -           | 38     | 0      |
| 2018-2019             | Villarreal            | PD                    | 33         | 1          | CR              | 1               | 0               | UEL                | 7                  | 0                  | -           | -           | -           | 41     | 1      |
| Totale Villarreal     | Totale Villarreal     | Totale Villarreal     | 89         | 2          |                 | 7               | 0               |                    | 15                 | 0                  |             | -           | -           | 111    | 2      |
| 2019-2020             | O. Marsiglia          | L1                    | 20         | 0          | CF+CdL          | 4+0             | 1+0             | -                  | -                  | -                  | -           | -           | -           | 24     | 1      |
| 2020-2021             | O. Marsiglia          | L1                    | 32         | 2          | CF              | 1               | 0               | UCL                | 6                  | 0                  | -           | -           | -           | 39     | 2      |
| 2021-2022             | O. Marsiglia          | L1                    | 6          | 0          | CF              | 2               | 0               | UEL+UECL           | 2+1                | 0+0                | -           | -           | -           | 11     | 0      |
| Totale Marsiglia      | Totale Marsiglia      | Totale Marsiglia      | 58         | 2          |                 | 7               | 1               |                    | 9                  | 0                  |             | -           | -           | 74     | 3      |
| 2022-2023             | Al-Nassr              | SPL                   | 11         | 0          | KCC             | 1               | 0               | -                  | -                  | -                  | SS          | -           | -           | 12     | 0      |
| Totale carriera       | Totale carriera       | Totale carriera       | 364        | 8          |                 | 29              | 1               |                    | 24                 | 0                  |             | -           | -           | 417    | 9      |

## Palmarès

### Club

#### Competizioni nazionali
- Prima Divisione (Arabia Saudita): 1

Al-Qadisiyya: 2023-2024
- Liga Super: 1

Johor Darul Ta'zim: 2024-2025
- Coppa della Malaysia: 1

Johor Darul Ta'zim: 2024-2025

### Nazionale
- Campionato d'Europa Under-21: 1

2013